# South Bersted
South Bersted – wieś w Anglii, w hrabstwie West Sussex, w dystrykcie Arun. Leży 9 km na południowy wschód od miasta Chichester i 88 km na południowy zachód od Londynu.